# ARCNET
ARCNET is een lokale computernetwerktechnologie die werd ontwikkeld in de jaren 70 en 80 van de twintigste eeuw. De afkorting ARCNET staat voor Attached Resource Computer NETwork.

## Geschiedenis
ARCNET werd oorspronkelijk ontwikkeld door ingenieur John Murphy bij Datapoint Corporation in 1976 onder leiding van Victor Poor en werd aangekondigd in 1977. Het was oorspronkelijk ontwikkeld om groepen van hun Datapoint 2200-terminals met elkaar te verbinden om te communiceren met een gedeeld 8 inch-diskettesysteem. Het was het eerste LAN-gebaseerd systeem waarbij geen voorwaarden golden voor het type computer dat werd aangesloten. Dit in tegenstelling tot de toenmalige grotere en duurdere computersystemen zoals DECnet of IBM SNA, waar een homogene groep van vergelijkbare en merkgebonden computers als cluster werden aangesloten.
Het token-passing busprotocol van ARCNET werd o.a. toegepast om verwerkingsknooppunten met elkaar te laten communiceren voor bestandsdeling. ARCNET was baanbrekend en tegen het einde van de jaren zeventig (nog ruim voordat de eerste IBM PC in 1981 werd aangekondigd) waren er over de hele wereld meer dan tienduizend ARCNET LAN-installaties commercieel in gebruik en was Datapoint een Fortune 500-bedrijf geworden. Toen pc’s de industrie overnamen, werd het beproefde en betrouwbare ARCNET ook aangeboden als een goedkope LAN-oplossing.

## Standaardisatie
ARCNET werd gestandaardiseerd door ANSI als: ANSI/ATA 878.1. ARCNET.
Het token-passing busprotocol dat ARCNET gebruikt om toegang te krijgen tot het communicatiemedium werd gestandaardiseerd door IEEE als: IEEE 802.4.

## IT-infrastructuur

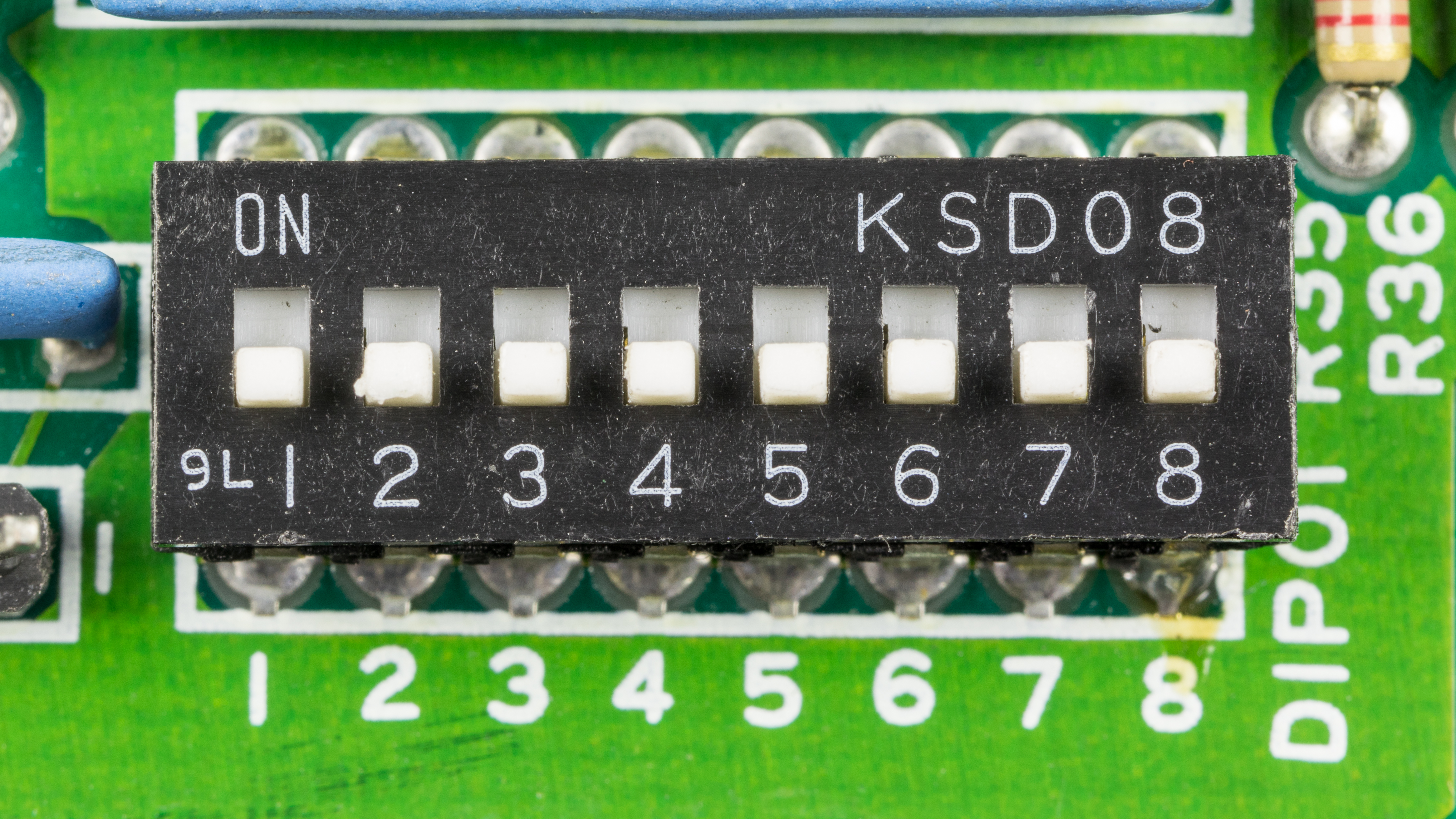
Met een DIP-switch met 8 afzonderlijke schakelaars zijn 256 (0-255) verschillende mogelijkheden in te stellen.

Van origine gebruikt ARCNET coaxkabel van het type RG-62/U met een impedantie van 93 Ω. De netwerktopologie was fysiek een ster met een ARCNET-hub in het midden, maar vormde logisch gezien een bus. Op elke netwerkkaart moest een 8 bit-adres worden ingesteld d.m.v. een DIP-switch, dientengevolge was het maximale aantal computers binnen een ARCNET-netwerk 255. De waarde 256 (alle 8 op 'on') was ongeldig omdat dit adres was gereserveerd voor broadcast-verkeer.

## Voordelen
ARCNET had beduidende voordelen ten opzichte van het toenmalige concurrerende 'Thin'-Ethernet (Ethernet 10BASE2), omdat een stervormige bedrading veel eenvoudiger was aan te leggen en uit te breiden. Bij Ethernet betekende uitbreiden dat het hele netwerk plat moest, terwijl bij ARCNET computers in normaal bedrijf konden worden weggenomen en toegevoegd. ARCNET was vanwege het token-passing-protocol ook beter bestand tegen hoge netwerkcongesties dan het concurrerende 10Mb/s Ethernet, ondanks de bescheiden communicatiesnelheid van 2,5 Mb/s. Het was ook relatief goedkoop in vergelijking met andere netwerktechnologieën.

## ARCNET als LAN-oplossing
In een periode van 10 jaar (1980 -1990) raakte ARCNET voor LAN's langzaam uit de gratie vanwege de komst van Token Ring en later door de opkomst van 100Mb/s, 1Gb/s en 10Gb/s Ethernet. Sinds het jaar 2000 speelt ARCNET als netwerktopologie voor LAN's geen enkele rol van betekenis meer. Wel wordt het nog steeds gebruikt in bepaalde industriële toepassingen waarbij betrouwbaarheid en stabiliteit belangrijker zijn dan hoge snelheden. ARCNET wordt ook nog steeds ondersteund door sommige leveranciers van netwerkapparatuur.